# Exo-SC
EXO-SC (кор. 엑소-세찬; также известны как SeChan или SC) — второй официальный саб-юнит южнокорейско — китайского бойбенда EXO. Сформированая в 2019 году компанией S.M. Entertainment и состоит из двух участников: Чанёля и Сехуна. Дебют состоялся 22 июля 2019 года с мини-альбомом What a Life.

## История

### 2019—2020: Дебют сWhat a Lifeи1 Billion Views
В концертном туре Exo, Exo Planet 4 — The EℓyXiOn Сехун и Чанёль исполнили вместе песню под названием «We Young» в Сеуле и Макао в июле и августе 2018 года, песня затем была выпущена в цифровом виде через SM Station X 0 14 сентября 2018 года.
28 июня было объявлено что Чанёль и Сехун дебютируют во
втором саб-юните Exo и первого дуэта в июле, с названием Exo-SC (сокращенно от SeChan), первые буквы имен участников. В тот же день было объявлено, что юнит выпустит свой первый мини-альбом под названием What A Life. 22 июля, состоялся релиз дебютного альбома.
12 июня 2020 года EXO-SC стали моделями бренда пива Cass Fresh в Южной Корее. 23 июня было объявлено, что саб-юнит выпустит свой первый студийный альбом 1 Billion Views 13 июля, который содержит девять треков.
С выпуском своего дебютного альбома они стали самым продаваемым юнитом в Корее, продав в общей сложности 900 000 копий альбомов с момента их дебюта и продав 500 000 копий своего первого полноформатного альбома, который также является рекордсменом по самым высоким продажам среди альбомов юнитов, расширив их рекорд и превзойдя их собственный рекорд с дебюта.

## Дискография

### Студийные альбомы
| Название        | Детали | Высшая позиция | Высшая позиция | Высшая позиция | Высшая позиция | Высшая позиция | Продажи                                    | Сертификация       |
| Название        | Детали | KOR            | JPN            | JPN Hot        | POL            | UK Dig.        | Продажи                                    | Сертификация       |
| --------------- | --- | -------------- | -------------- | -------------- | -------------- | -------------- | ------------------------------------------ | ------------------ |
| 1 Billion Views | - Релиз: 13 июля 2020 года - Лейбл: SM Entertainment, Dreamus - Формат: CD, цифровое скачивание, стриминг | 1              | 10             | 16             | 22             | 65             | - KOR: 540,754 - CHN: 140,409 - JPN: 5,824 | - KMCA: 2x Платина |

### Мини-альбомы
| Название    | Детали                                                                                                  | Пиковые позиции | Пиковые позиции | Пиковые позиции | Пиковые позиции | Пиковые позиции | Пиковые позиции | Пиковые позиции | Пиковые позиции | Пиковые позиции | Продажи                                                | Сертификация    |
| Название    | Детали                                                                                                  | KOR             | FRA Dig.        | JPN             | JPN Hot         | POL             | UK Dig.         | US Heat         | US Indie        | US World        | Продажи                                                | Сертификация    |
| ----------- | --- | --------------- | --------------- | --------------- | --------------- | --------------- | --------------- | --------------- | --------------- | --------------- | ------------------------------------------------------ | --------------- |
| What a Life | - Релиз: 22 июля 2019 года - Лейбл: SM Entertainment, Dreamus - Формат: CD, digital download, streaming | 1               | 29              | 19              | 26              | 43              | 78              | 10              | 32              | 8               | - KOR: 414,735 - CHN: 175,598 - JPN: 5,436 - US: 1,000 | - KMCA: Платина |

### Синглы
| «What a Life»                                                                | 2019 | 83  | 1 | What a Life     |
| «Just Us 2»(있어 희미하게) (feat. Gaeko)                                     | 2019 | 107 | 3 | What a Life     |
| «Closer to You» (부르면 돼)                                                  | 2019 | 120 | — | What a Life     |
| «Telephone» (feat. 10 cm)                                                    | 2020 | 72  | — | 1 Billion Views |
| «1 Billion Views» (10억뷰) (feat. MOON)                                      | 2020 | 24  |   | 1 Billion Views |
| «—» denotes releases that did not chart or were not released in that region. |      |     |   |                 |

## Фильмография

### Телевизионные шоу
| Название                | Год  | Телеканал   | Роль | Примечания    |
| ----------------------- | ---- | ----------- | ---- | ------------- |
| My Little Television V2 | 2019 | MBC, Twitch | н/д  | 18-19 эпизоды |

### Видеоклипы
| Название                                      | Год  | Ссылка |
| --------------------------------------------- | ---- | ------ |
| «Just Us 2» (있어 희미하게) (featuring Gaeko) | 2019 | [ 32 ] |
| «What a Life»                                 | 2019 | [ 33 ] |
| «Closer to You»                               | 2019 | [ 34 ] |
| 1 Billion views                               | 2020 | [ 35 ] |